# 丰宜镇
丰宜镇，是中华人民共和国山西省长治市屯留区下辖的一个乡镇级行政单位。2021年4月1日，将原西贾乡的东庄、茶棚、崔郭、杜村、李家沟5个村委会划归丰宜镇管辖。

## 行政区划
丰宜镇下辖以下地区：
丰宜村、西丰宜村、南岭村、南庄村、陈家庄村、郝家庄村、石泉村、箭和村、洼沟村、里河村、高川村、西夏旺村、东夏旺村和秦家沟村。